# Бейт-Альфа

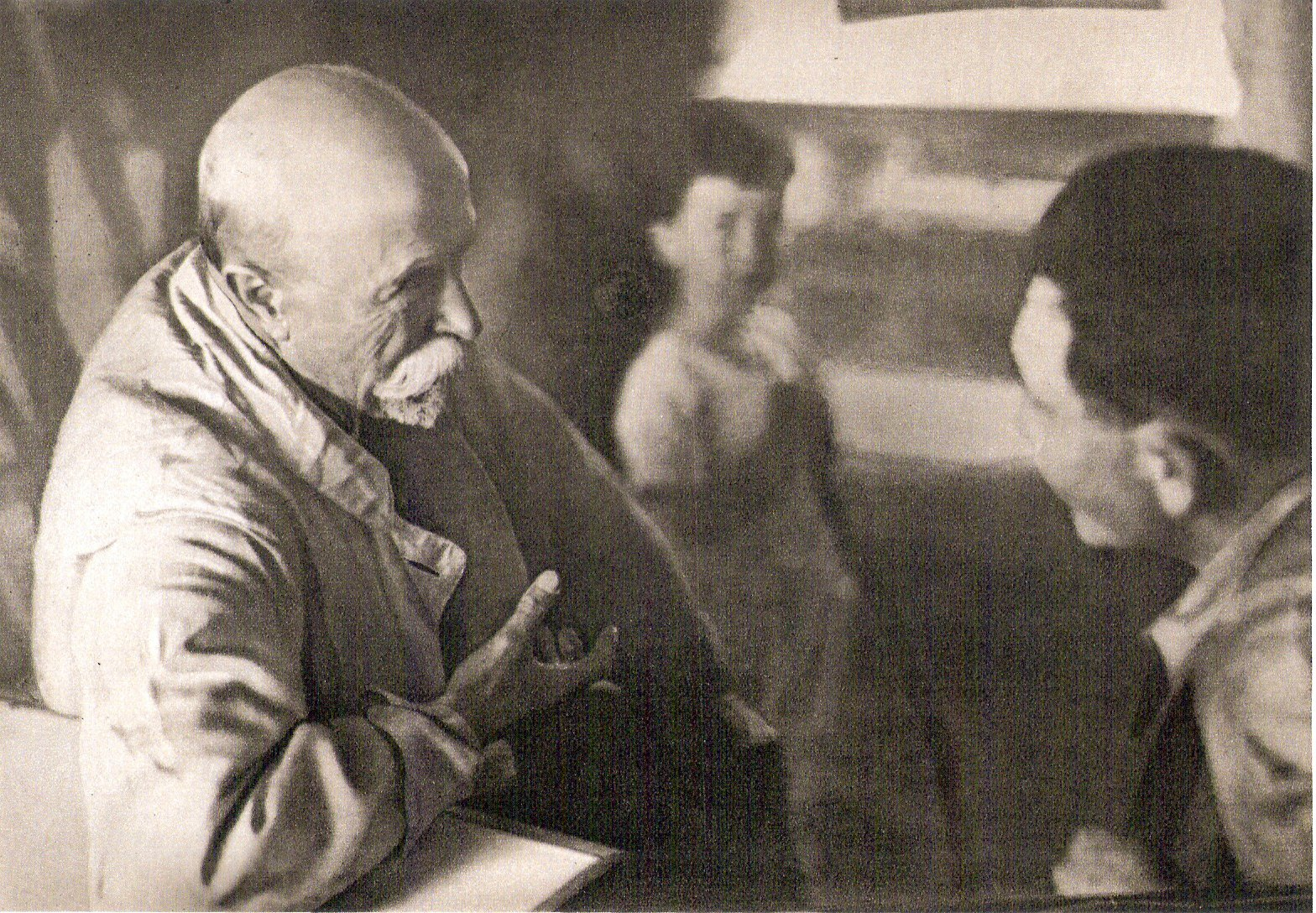
Томаш Масарик під час візиту до кібуцу Бейт-Альфа

Бейт-Альфа (івр. בֵּית אַלְפָא) — кібуц на півночі Ізраїлю, заснований у 1922 році вихідцями з Польщі, що належить до регіональної ради Гільбоа. Розташований на схід від Їзреельської долини, у долині Харод біля підніжжя хребта Гільбоа, у безпосередній близькості від національного парку Ґан-га-Шлоша. Поблизу кібуцу проходить шосе 71 (Бейт-Шеан — Афула). Кібуц знаходиться на висоті 84 метри нижче рівня моря.

## Історія
У VI столітті тут було єврейське поселення, центром якого була синагога Бейт-Альфа. Надалі на місці єврейського поселення виникло мусульманське село «Бейт-Ільфа».
4 листопада 1922 року поселенці з молодіжної організації Гашомер Гацаїр з Польщі побудували сучасний кібуц «Бейт-Альфа», назвавши його за назвою сусіднього покинутого арабського села Хірбет-Бейт-Ільфа. Засновники отримали перший досвід будівництва в 1921 році, коли вони брали участь у створенні кібуцу Ґева. Спочатку умови будівництва були дуже важкими, тому що поселенці страждали від малярії через безпосередню близькість болота.
У 1927 році кібуц відвідав президент Чехословаччини Томаш Масарик. Це був перший візит глави іноземної держави на територію Британського мандата в Палестині. 1928 року члени сусіднього кібуцу Хевці-Ваг виявили між двома кібуцами залишки синагоги Бейт-Альфа, що належить до візантійського періоду.
Під час арабських заворушень 1929 року кібуц зазнав нападу і його поля були знищені. Коли в квітні 1936 року відбулося арабське повстання, араби знову підпалили поля навколо кібуцу.
1940 року частина членів спільноти, яка була пов'язана із організацією «Гашомер Гацаїр» перейшла до кібуцу Рамат-Йоханан, в обмін на прихильників партії «Мапай» із Рамат-Йоханан. Єврейський національний фонд вважав, що це було спричинено ідеологічним розколом. Надалі кібуц став одним із центрів єврейської партизанської організації «Гаґана».
1 квітня 1948 року на кібуц напали араби, які відступили з наближенням 6-ї повітряно-десантної дивізії Великої Британії.
Після Арабо-ізраїльської війни у північній частині кібуцу було утворено освітній центр Гільбоа, який служив школою для навколишньої місцевості. Його закрили 2003 року, а будівлі тепер використовують для проведення різних освітніх курсів. Протягом Лівансько-ізраїльського конфлікту кібуц прийняв біженців із прикордонних сіл, які потрапили під ракетну атаку організації «Хізбалла» з південного Лівану. Після конфлікту тут відкрили імміграційний центр для ефіопських переселенців.

## Археологія

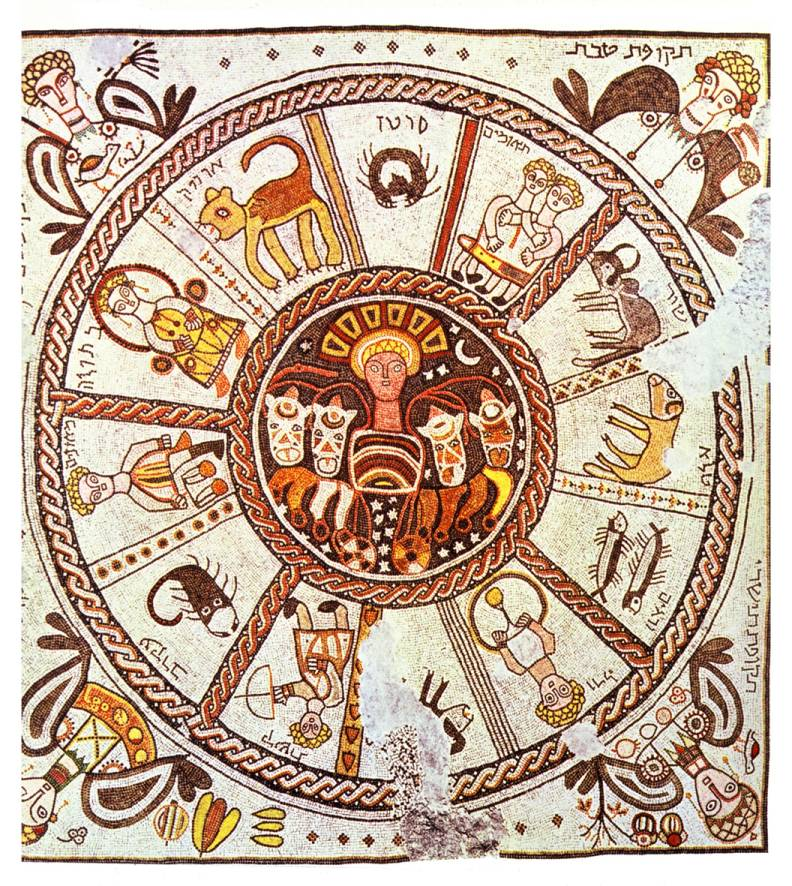
Мозаїка із синагоги Бейт-Альфа

1928 року, під час прокладання каналів для зрошення, на землях Єврейський національний фонд на території кібуцу Хефзіба виявленл давню мозаїку. Департамент античності уряду Палестини надав дозвіл на розкопки Єврейському університету. Розкопки на чолі з Елеазаром Сукеніком виявили синагогу і мозаїчну підлогу п'ятого століття.
Тепер тут діє національний парк «Бейт-Альфа», який включає старовинну синагогу візантійського періоду, із мозаїчною підлогою, яка показує співвідношення місячного календаря із знаками зодіаку.

## Видатні люди
Меїр Гар-Ційон збудував ферму та будинок на пагорбі на півночі Бейт-Альфа, поряд із руїнами замку хрестоносців Бельвуар. Він назвав ферму іменем сестри — «Ахузат Шошанна» (івр. אחוזת שושנה).